# 羅山県
羅山県（らざん-けん）は中華人民共和国河南省信陽市に位置する県。

## 行政区画
- 街道:麗水街道、宝城街道、竜山街道
- 鎮:周党鎮、竹竿鎮、霊山鎮、子路鎮、楠桿鎮、青山鎮、潘新鎮、彭新鎮、莽張鎮、東卜鎮、鉄鋪鎮
- 郷:廟仙郷、定遠郷、山店郷、朱堂郷、尤店郷、高店郷